# Bethesda Naval Hospital
Il Bethesda Naval Hospital o National Naval Medical Center (NNMC) è considerato uno dei più grandi centri medici della Marina degli U.S.A. Istituzione federale, conduce ricerche mediche e dentistiche oltreché provvedere alla salute dei leader americani incluso il Presidente e la sua famiglia.

## Origini
Nel 1938 il Congresso degli Stati Uniti dispose dei fondi per l'acquisto della terra per la costruzione di un centro medico e il Presidente Franklin D. Roosevelt scelse il territorio sito a Bethesda (Maryland), il 5 luglio 1938.
I lavori di costruzione furono eseguiti dall'impresa di John McShain ed iniziarono il 29 giugno 1939. Il presidente Rooselvelt inaugurò il centro il giorno dell'Armistizio, l'11 novembre 1940.
Originariamente il centro medico era composto dall'Ospedale della marina con 1200 posti letto, dalla scuola della marina sia medica che dentistica e dal centro per le ricerche. Nel 1945, alla fine della guerra, si rese necessario portare i posti letto a 2464 per ricevere i marinai americani e marines.

### Eventi
Quando fu inaugurato nel 1942, avrebbe dovuto essere solo un centro medico militare, ma fin da quando Roosevelt fu colpito da paralisi, il Bethesda offrì le cure necessarie.
Il 22 maggio 1949 il segretario della difesa James V. Forrestal si suicidò buttandosi da una finestra del 16º piano, in preda ad una forte depressione.

Il 22 novembre del 1963, il corpo del presidente John Fitzgerald Kennedy, ucciso da un colpo d'arma da fuoco a Dallas e dichiarato morto al Parkland Memorial Hospital, giunse a Bethesda per l'autopsia; in violazione alle leggi del Texas, ma per la sicurezza del nuovo presidente Lyndon B. Johnson, il Secret Service, responsabile della protezione del presidente, dispose che il corpo di JFK fosse subito trasportato a Washington a bordo dell'Air Force One. L'autopsia fu fatta nel pomeriggio e fu oggetto di molte controversie.

JFK visitò sicuramente l'ospedale durante la sua presidenza ricevendo cure per nascondere la malattia di Addison, poiché il suo medico personale era un ammiraglio della marina.
Ronald Reagan il 13 luglio 1985 fu sottoposto ad un intervento per asportare un polipo al colon e il 5 gennaio 1987 subì l'intervento alla prostata.
Nancy Reagan il 17 ottobre 1987 subì un intervento di mastectomia.
Donald Trump il 2 ottobre 2020. Dopo essere risultato positivo al coronavirus dopo l'epidemia di COVID-19 alla Casa Bianca, il presidente Stati Uniti Donald Trump con sua moglie, Melania Trump decise di isolarsi temporaneamente all'interno dell'ospedale..

## Ampliamenti
Nell'agosto del 1960 un progetto di $5,6 milioni prevedeva l'ampliamento di 5 edifici attaccati all'edificio principale. Completato nell'estate del 1963, gli edifici 7 e 8 avevano 258 posti letto e rimpiazzarono quelli utilizzati alla fine della II guerra mondiale.
A gennaio del 1973 al Centro Medico Navale di Bethesda fu dato compito di “provvedere all'assistenza sanitaria come elemento integrante del Sistema di Salute Regionale della Marina, incluse diverse attività”. Si è istituito così un Centro Regionale Medico, installando tutte le strutture sanitarie al suo interno.

I nuovi edifici ospedalieri e il centro medico sono stati unificati il 1º settembre 1973 per formare il "Centro Medico nazionale della Marina".
Nel 1975 è iniziata una ristrutturazione che prevedeva la costruzioni di altri due edifici: "edificio 9" struttura ambulatoriale a tre piani e l'"edificio 10" di sette piani con 500 posti letto, con una struttura di oltre 82.000 m².

Nel 1979 gli edifici 7 e 8 furono sostituiti con un parcheggio multipiano.
La Torre del Centro di Bethesda, ritenuta pietra miliare, è stata iscritta nel "Registro nazionale dei luoghi storici" dal Dipartimento degli interni degli Stati Uniti.
Il 25 agosto 2005, la “Base Realignment and Closure Committee”, un processo attuato dal Ministero della difesa per chiudere le basi militari inutilizzate, sentenziò la chiusura del Walter Reed Nazionale Military Medical Center e optò affinché le sue operazioni si fondessero con l'NNMC per creare il Centro Medico Militare Nazionale Walter Reed (WRNMMC), una moderna e centrale struttura medica creata ampliando l'attuale Bethesda Naval Hospital che dovrebbe essere operativa da settembre 2011.